# Gornja Toponica, Prokuplje
Gornja Toponica (izvirno srbsko Горња Топоница) je naselje v Srbiji, ki upravno spada pod Občino Prokuplje; slednja pa je del Topliškega upravnega okraja.

## Demografija
V naselju živi 58 polnoletnih prebivalcev, pri čemer je njihova povprečna starost 63,3 let (64,3 pri moških in 62,6 pri ženskah). Naselje ima 34 gospodinjstev, pri čemer je povprečno število članov na gospodinjstvo 1,76.
To naselje je, glede na rezultate popisa iz leta 2002, večinoma srbsko.
|  |

| Demografija | Demografija     | Demografija     |
| Leto        | Št. prebivalcev | Št. prebivalcev |
| ----------- | --------------- | --------------- |
|             |                 |                 |
|             |                 |                 |
|             |                 |                 |
|             |                 |                 |
| 1948        | 244             |                 |
| 1953        | 237             |                 |
| 1961        | 188             |                 |
| 1971        | 141             |                 |
| 1981        | 116             |                 |
| 1991        | 91              | 91              |
| 2002        | 60              | 60              |
|             |                 |                 |

| Etnična sestava po popisu iz leta 2002 | Etnična sestava po popisu iz leta 2002 | Etnična sestava po popisu iz leta 2002 | Etnična sestava po popisu iz leta 2002 | Etnična sestava po popisu iz leta 2002 |
| -------------------------------------- | -------------------------------------- | -------------------------------------- | -------------------------------------- | -------------------------------------- |
| Srbi                                   | Srbi                                   |                                        | 58                                     | 96,66%                                 |
| Hrvati                                 | Hrvati                                 |                                        | 1                                      | 1,66%                                  |
| Neznano                                | Neznano                                |                                        | 1                                      | 1,66%                                  |